# A Nyugati Tanítvány Sztúpa
A Nyugati Tanítvány sztúpa hazánk harmadik legrégibb sztúpája, amely A Tan Kapuja Buddhista Egyház uszói elvonulási központjának a kertjében található.

## Története
Dobosy Antal tervei és vezetése alapján építette a sztúpát az uszói közösség. Az építmény pontos helyét Hetényi Ernő jelölte ki. Az építés megkezdésekor egy kisméretű kígyót találtak pontosan a leendő épület tengelyében, amelyet jó jelnek tekintett a közösség. Az uszói sztúpa Kőrösi Csoma Sándornak, a "nyugati tanítványnak" állít emléket, aki hazánk és egész Európa első bódhiszattvája volt. A sztúpa azt szimbolizálja, aki függetlenül a külső feltételektől és körülményektől, itt és most megéli a megvilágosodást, és minden szenvedő lény érdekében eléri a tiszta tudat állapotát.

## Uszó
Az Uszó Buddhista Oktatási, Kulturális és Elvonulási Központ több hektárnyi területen helyezkedik el erdővel, mezővel, egy völgyben, Bükkmogyorósd mellett, egy kis tóval és az elvonulási központ épületével. A sztúpa az épület közelében épült fel. A közeli forrásból ered az Úszó-patak, amely Lénárddarócnál a Csernely-patakba torkollik. Mireisz László legelőször 1982-ben végzett uszón elvonulást. Két évvel később már Dobosy Antal és Tenigl-Takács László is végez itt elvonulást. 1985-ben Mireisz és Varsányi György területet vásárol az Uszón. Innentől nevezték úgy a helyet, hogy „Uszó Közösség”, amely a buddhizmus kutatását és gyakorlását tűzte ki céljául.

## Külső hivatkozások
- Uszó Buddhista Oktatási, Kulturális és Elvonulási Központ